# Like Me (film)
Like Me è un film del 2017 diretto da Robert Mockler.